# 天津飯

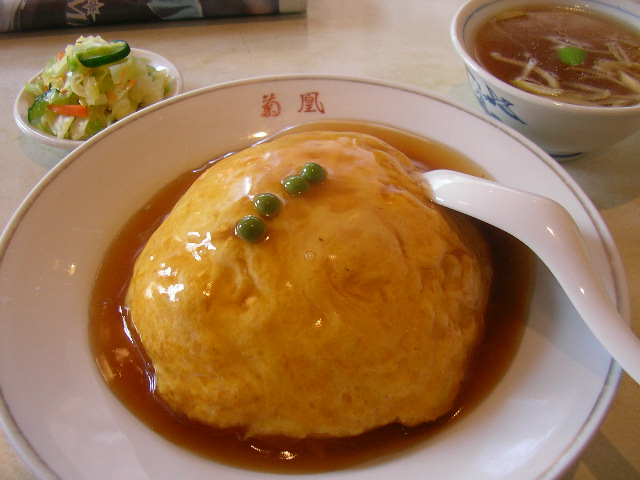
銀座の天津飯（グリーンピースが飾られている）

天津飯（てんつはん）は、かに玉（芙蓉蛋）を米飯に載せ、とろみのあるタレ（餡）をかけた日本発祥の中華料理。天津丼（てんつどん）、かに玉丼（かにたまどん）としても知られる。

## 作り方

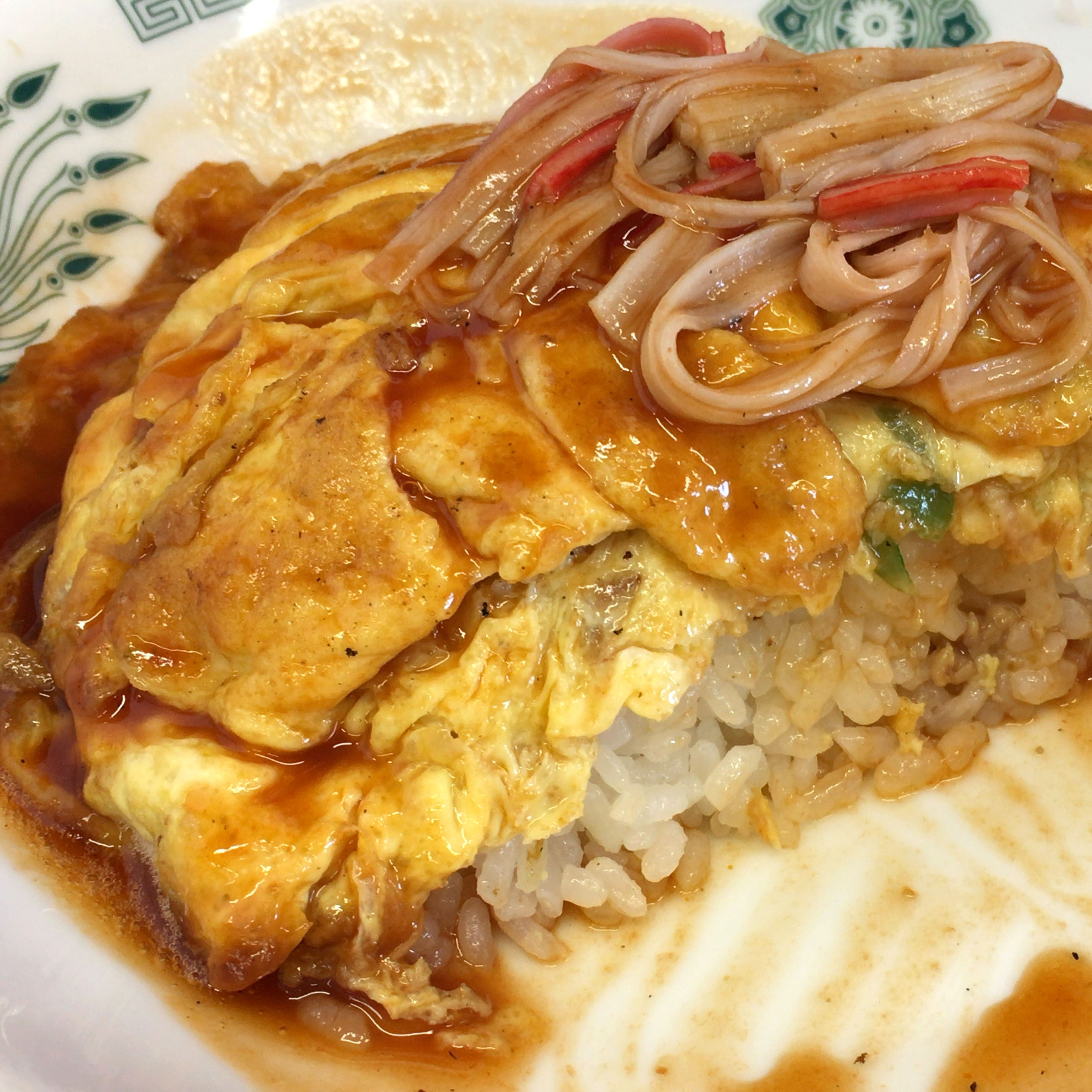
天津飯の側面をすくったところ。白米飯の上にかに玉が乗っている。

- 溶き卵にカニ、豚肉、またはエビ、刻みネギ、干しシイタケ、塩胡椒などを加え、サラダ油をひいた中華鍋で焼き、芙蓉蛋を作る。
- 作った芙蓉蛋を深皿や丼などに盛ったご飯の上に載せ、その上から片栗粉でとろみを付けた餡をかける。

餡にシイタケ、タケノコなどの野菜類を加えたり、彩りとしてグリーンピースが添えられることも多い。広東料理の芙蓉蟹には蟹が必須であるが、天津飯には「蟹」の字が入っていないので、豚肉、鶏肉、エビ、かにかま、蒲鉾などを入れた芙蓉蛋を使ってもよい。いずれの場合も、ご飯は短粒種の白米が通常使用される。
中国本土で芙蓉蛋をご飯に載せることはあまりないが、香港には香煎芙蓉蛋飯（芙蓉煎蛋飯）や滑蛋蝦仁飯などの卵焼きとご飯を組み合わせた料理がある。

## 地域差

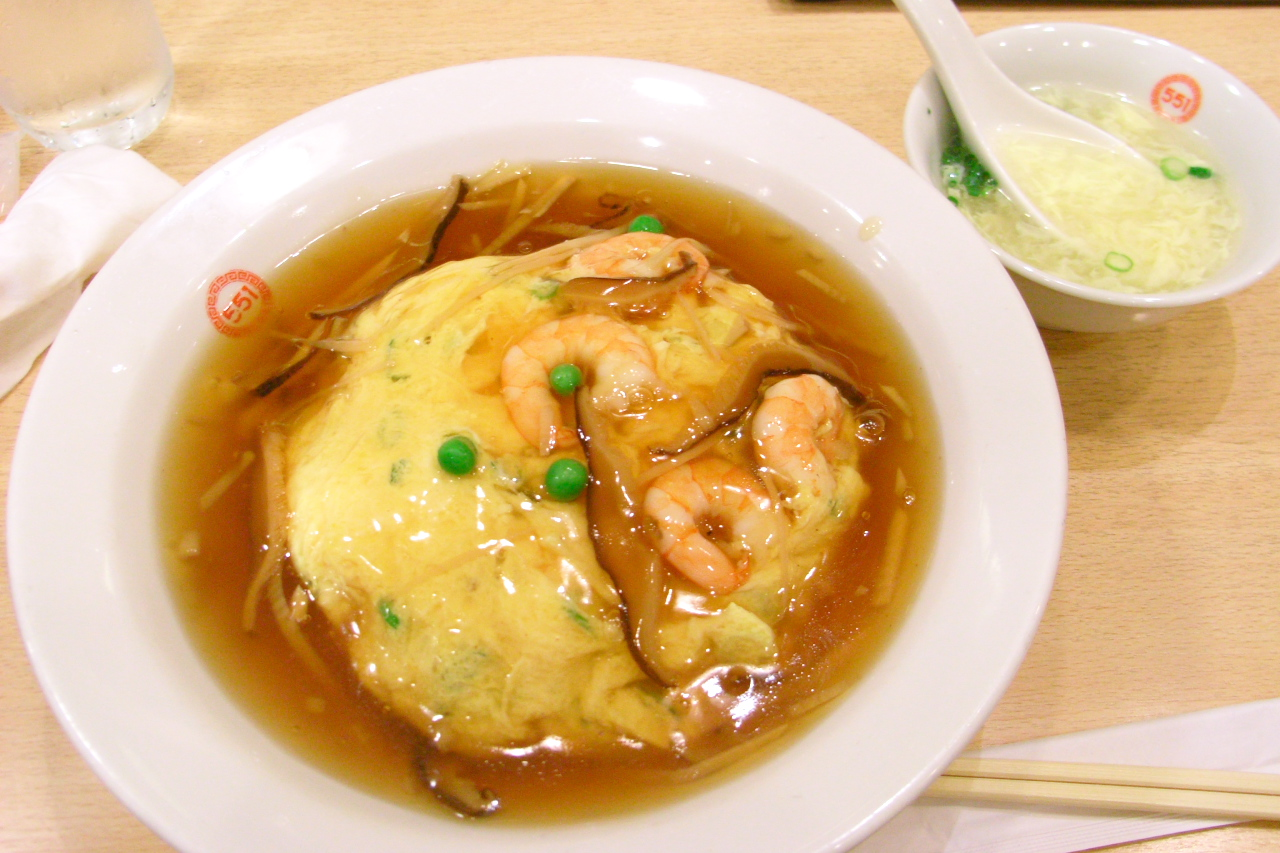
大阪の天津飯の例（551蓬萊、醤油あんでエビ入り）

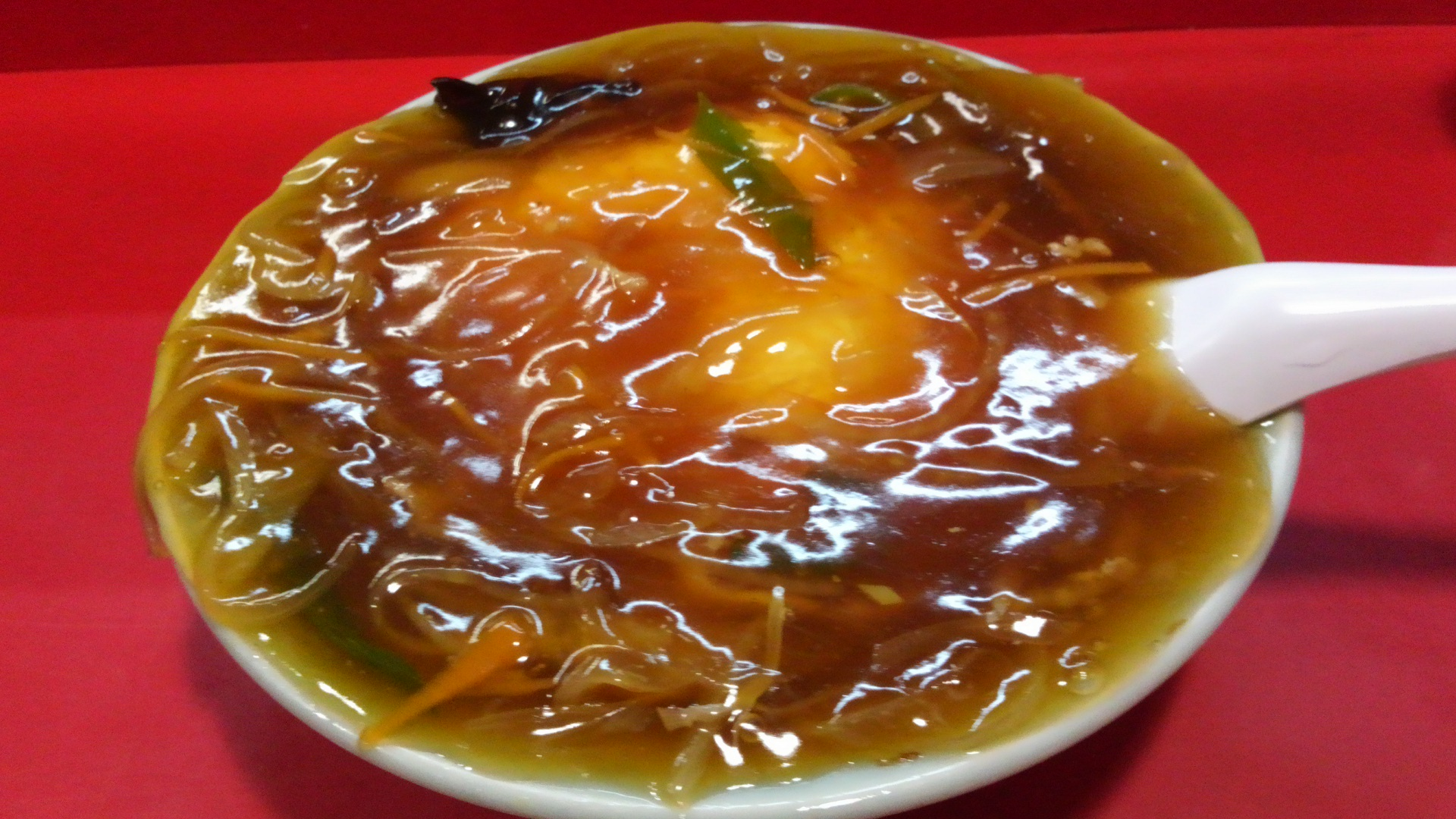
広島市の天津飯の例。（大衆店の一例）キクラゲや豚肉、野菜類が豊富にのっている

NHK放送文化研究所の塩田雄大の調査によれば、関東では「天津丼」、関西では「天津飯」と呼ぶことが多い。
レシピ、特に餡の味付けにも地域により差異があるとされる。東日本では餡の味付けにトマトケチャップを使うことが多く、餡の色は赤みがかっている。対して西日本では醤油や塩を使うため、薄茶色や透明な仕上がりになる。こうした事についてテレビ番組が一部地域の現地調査を行った例はあるが（読売テレビ『秘密のケンミンSHOW』2008年7月31日放送分など）、それらの詳細な調査根拠は乏しい。

## 発祥
料理研究家の田中静一の調査によれば、日本で中国料理の書籍が出版されたのは1886年（明治19年）が最初であり、以後1912年（明治45年）までに8種類の中国料理の書籍が出版されている。しかし、それら8種類の書籍には「天津飯」や「芙蓉蟹（かに玉）」の記載はない。大正期になると「芙蓉蟹」の名称が見受けられるようになる。
同じ「天津」という名の付く「天津麺」という料理は、大正末期に「海曄軒」（かいようけん）という店の料理名として、「芙蓉蟹（かに玉）」、「芙蓉蝦（えび玉）」と並んで人気がある一品料理として紹介されている。また同様に、1926年（昭和元年）年創業の「銀座アスター」のメニューでも確認できるが、天津飯と天津麺の2つの料理の関係は不明である。
発祥に関しては下記の説が存在する。

### 来々軒説
1910年（明治43年）に浅草で創業した大衆的な中国料理店「来々軒」が発祥であるという説。三代目の主人が、戦後1945年（昭和20年）に東京駅八重洲口に来々軒を出店した際に、銀座の萬寿苑からコックに来てもらった。ある時、そのコックは何か早く食べるものを作ってという客の要望に応えて、特別に「蟹玉」（芙蓉蟹肉）を丼のご飯の上にのせ、酢豚の餡を応用した甘酸っぱい醤油味の餡をかけたものを作り、「天津丼」と称した。この説は、来々軒に1958年に入った元従業員から聴取をして記されている。

### 大正軒説
大正時代、関東大震災の後に大坂城近くの馬場町に開業した大正軒の山東省出身の亭主が、戦後の食料不足の際に売り物がなく、天津の食習慣である「蓋飯」（皿盛りの飯におかずを載せたもの）を発想のもととし、天津で多く獲れたワタリガニの蟹玉で作り、上からとろりとした餡をかけた「芙蓉蟹蓋飯」を作り「天津飯」とした。しかし、蟹肉は高かったので採算に合わず、後に大阪湾の川津海老（トビアラ）に代えた。なお当時は卵も入手難で、天津から輸出されてきた小さなサイズの鶏卵を使った。この説は、辻学園の元講師からの又聞きとして伝えられている。

## 中国の天津飯
中国天津市では、一般的に蟹玉を米飯に載せた類似料理は食べられていない。しかし、一部の店では「天津飯」を出している。日本人経営のスナックで出していたり、中国の調理人が日本の作り方を習ったものである。天津の「暇日飯店」では神戸で習ったケチャップ餡の蟹玉のせとなっていたという。
中国における発祥の由来と思われるものとしては、天津の鑫茂天材酒店の調理師（2008年当時）である馬金鵬によると、馬は三代に渡る調理師の家系で、初代の馬蓮慧が1909年に日本の神戸と飲食文化の交流を行った際に、日本から味の素を紹介してもらった代わりに天津飯を教えたとしている。その天津飯は、卵を黄身と白身に分けてご飯の上に載せ、さらにその上にエビを載せ、上からとろみをつけた塩味のソースをかけたもので、芙蓉蟹は使っていない。

## 変種

### 炒飯を使用
通常の天津飯のほかに、白米を炒飯に代えた天津炒飯（てんしんチャーハン）を提供している中華料理店もある。餃子の王将や大阪王将などの大手チェーン店も、これをメニューの1つにしている。
また、炒飯を卵焼きで包んだオムチャーハンと呼ばれる中華風の洋食があるが、これは具材のカニなどが省略されたり、餡掛けにしなかったりするのが普通である。しかしソースを選択できる店もあり、その中にはケチャップ味や天津飯の餡に似た甘酢あんを使ったものもある。

### ラーメンのトッピング
天津麺（てんしんめん）
蟹玉を載せたラーメン。1952年（昭和27年）発行の料理紹介本で、蟹玉を中華そばの上に浮かしたものと紹介されている。
麻婆天津麺（マーボーてんしんめん）
天津玉子と麻婆豆腐を載せたラーメン。

### 他の料理を掛けるもの

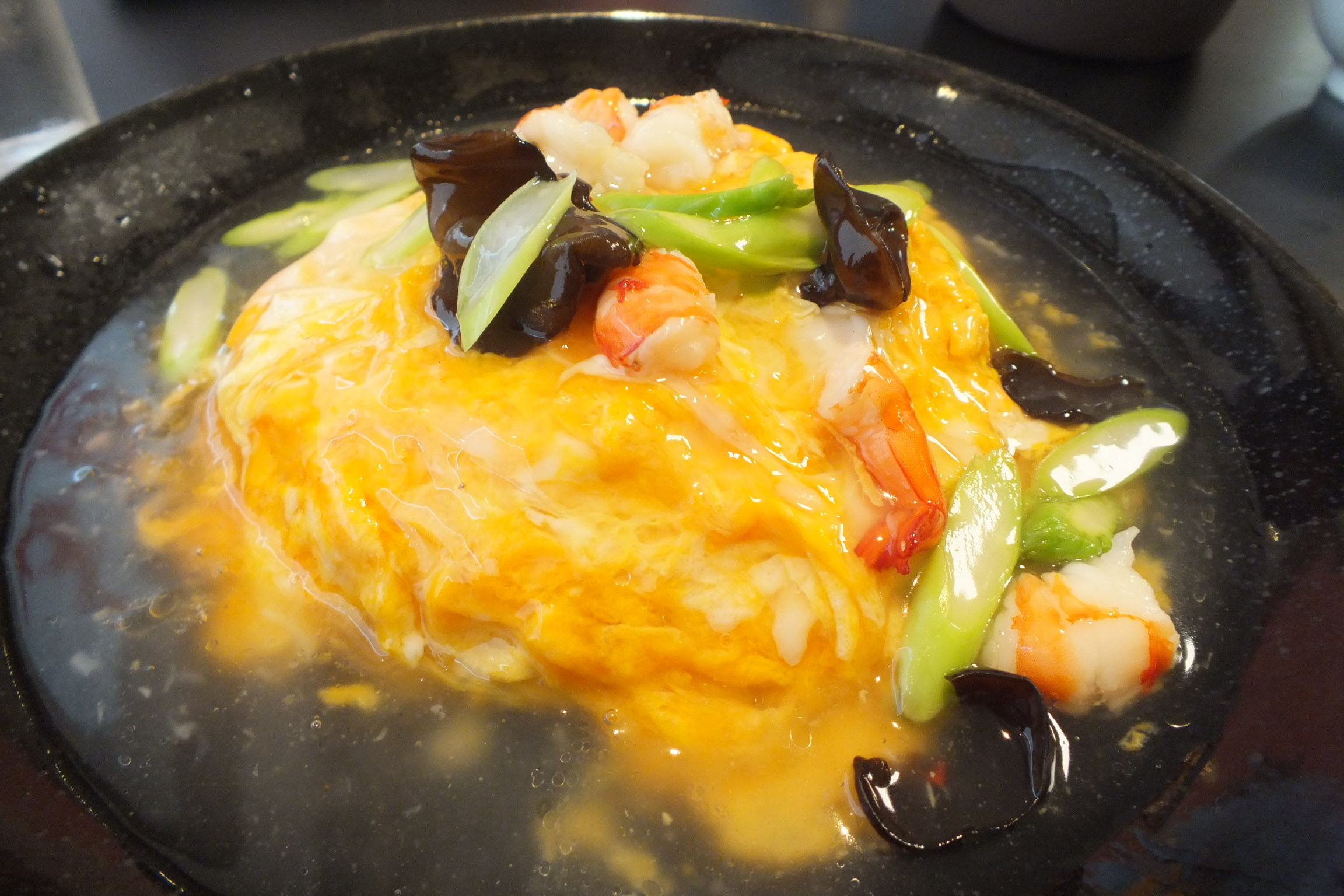
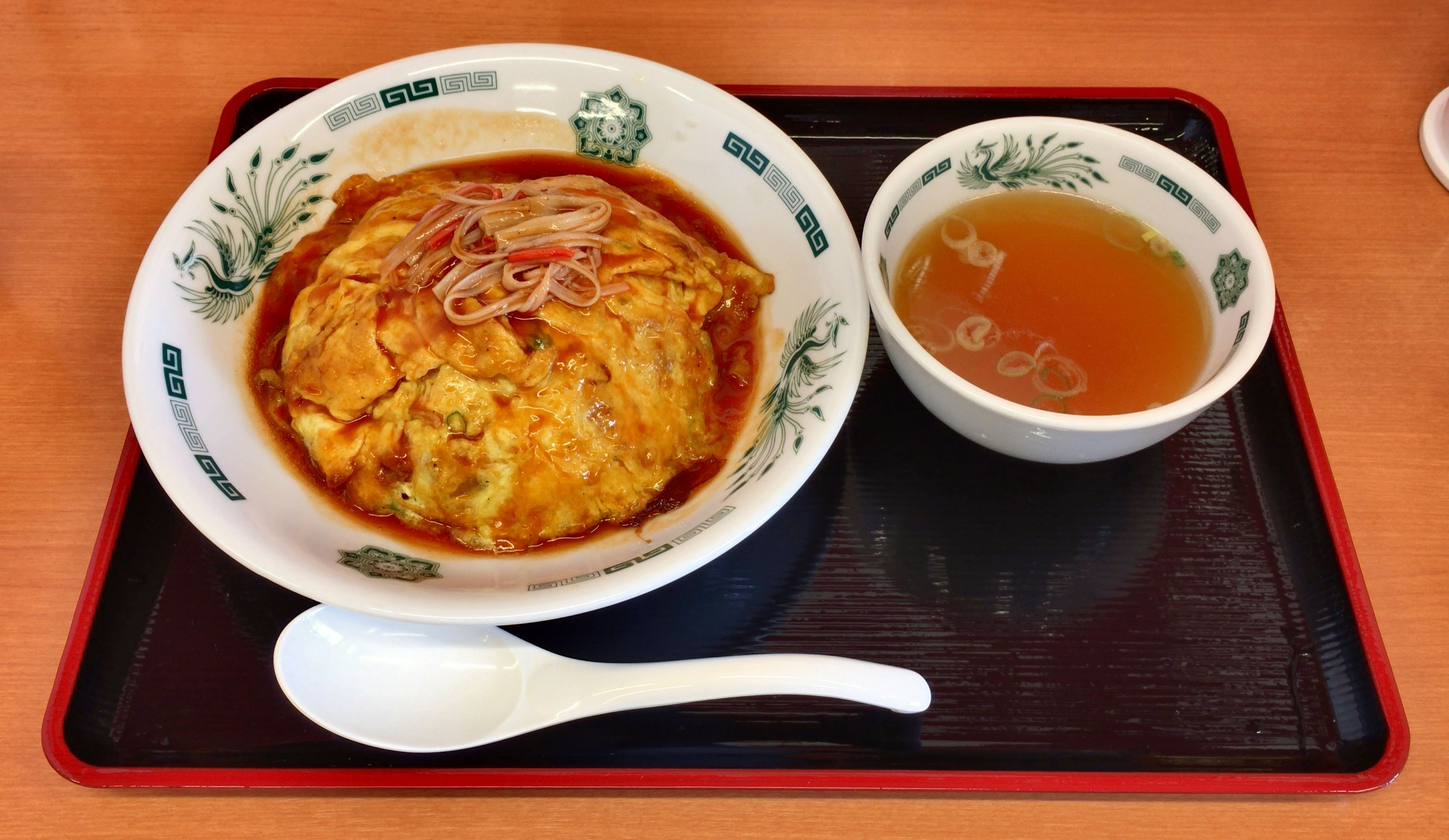
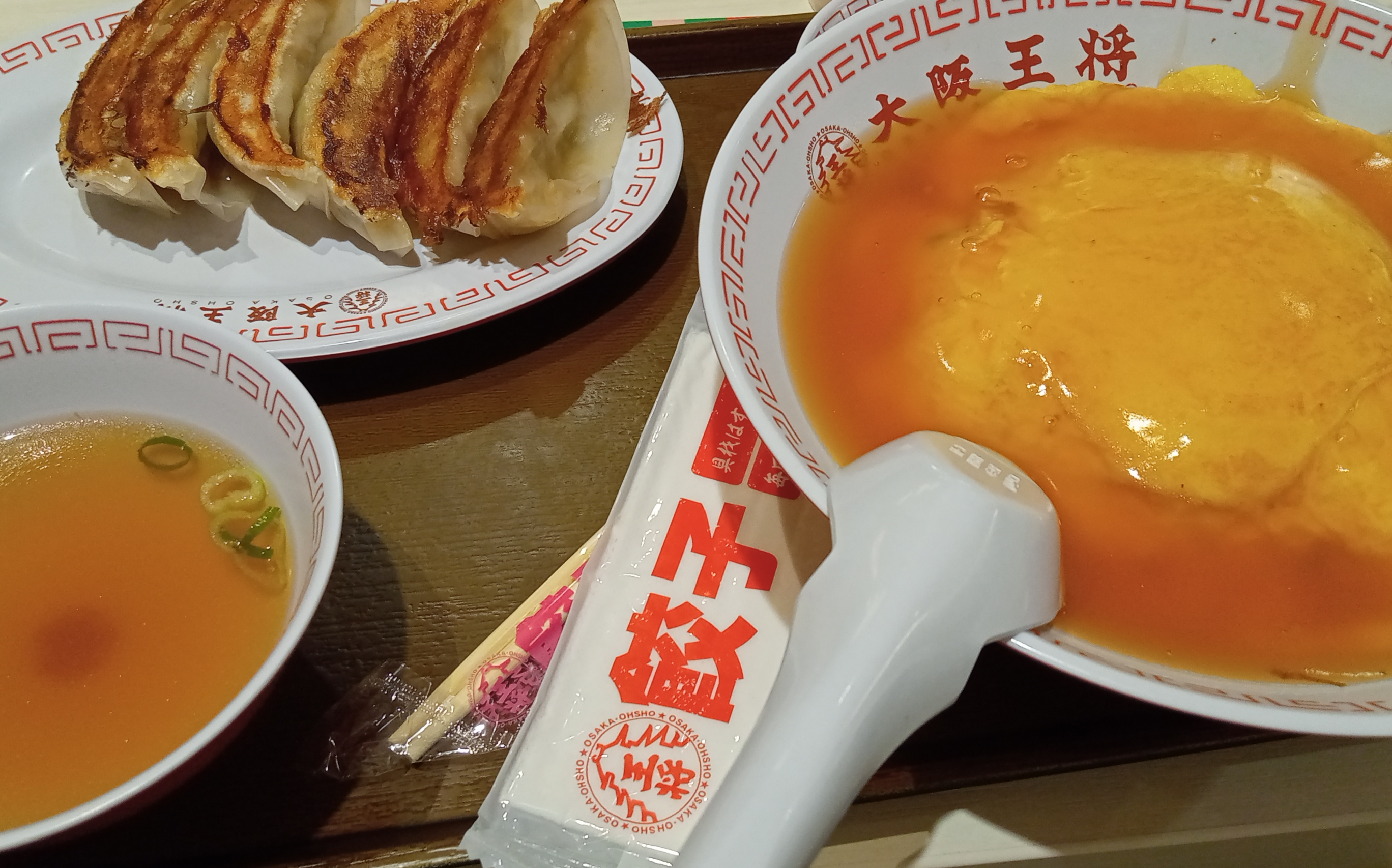
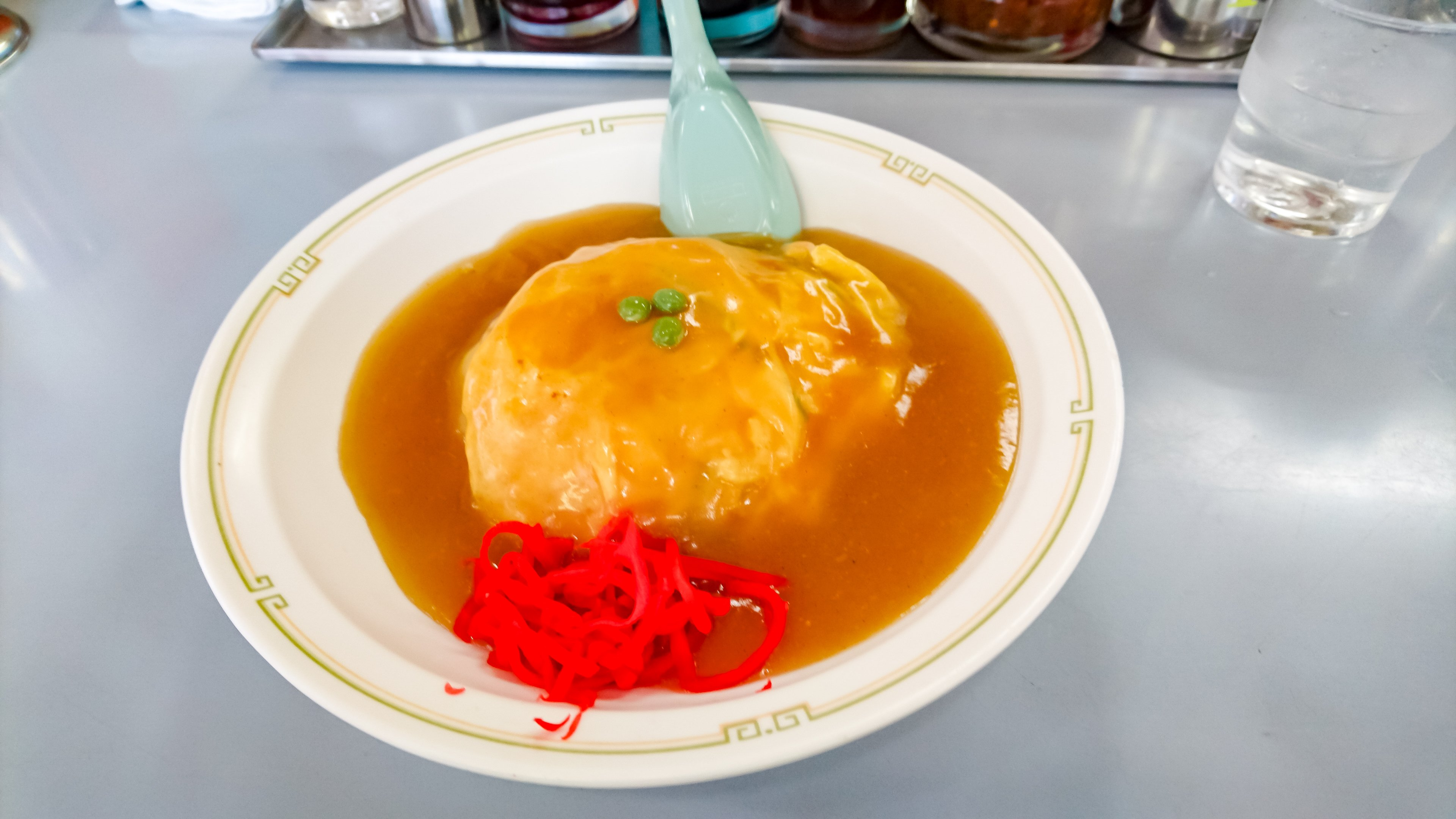
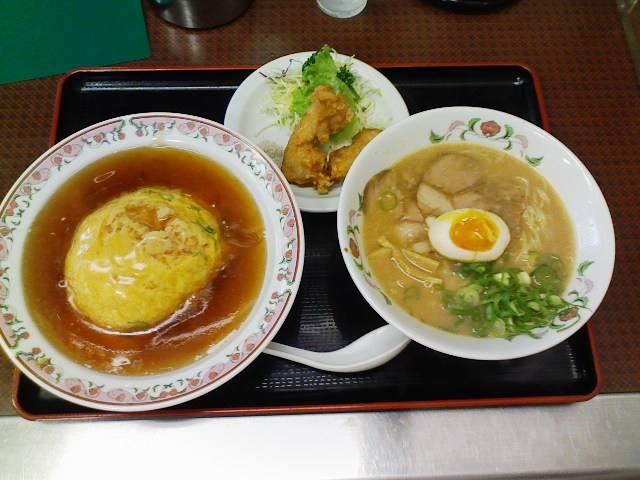

天津マーボー丼
天津丼の上に麻婆豆腐をかけたもの。大阪大学の学生食堂の人気メニューであり、七帝戦の際には他の旧帝大の学生食堂で出されたこともある。
天津カレー丼
天津丼の上にカレーをかけたもの。

## 関連人物
- 山梨智也